# Guy Whittingham
Guy Whittingham (Evesham, 10 november 1964) is een Engels voormalig voetballer die doorgaans als centrumspits of als schaduwspits speelde. Whittingham is vooral bekend als oud-aanvaller van Sheffield Wednesday, waarmee hij van 1994 tot 1999 uitkwam in de Premier League. Whittingham was er een publiekslieveling.

## Clubcarrière
Whittingham was een vlot scorende spits eind jaren tachtig en tijdens de vroege jaren negentig, maar daarna nam zijn productiviteit wat af. Een bijnaam van Whittingham was Corporal Punishment ("Korporaal de Straffer"), deze bijnaam heeft de aanvaller opgedaan toen hij 18 maal scoorde uit 23 wedstrijden voor Yeovil Town FC.
Whittingham werd pas echt bekend als aanvalsleider van tweedeklasser Portsmouth eind jaren tachtig. Whittingham zou drie periodes voor de club uitkomen, waarvan een keer op huurbasis van Sheffield Wednesday. In zijn eerste periode bij de club, van 1989 tot 1993, scoorde de spits 88 competitiedoelpunten. Whittinghams prestaties ontgingen enkele Premier League-clubs niet. Aston Villa nam hem over van Portsmouth. Whittingham had tijd nodig om zich te tonen. Hij werd door Aston Villa-coach Ron Atkinson voornamelijk ingezet als offensieve middenvelder. In totaal speelde hij 25 wedstrijden voor Aston Villa en scoorde hij vijf doelpunten. 
In 1994 verbond hij zich aan toenmalig Premier League-club Sheffield Wednesday. Bij deze club was hij zeer belangrijk met zowel doelpunten als assists. Whittingham scoorde in totaal 22 doelpunten uit 113 competitiewedstrijden. Hij was bij Wednesday meestal aangever voor aanvalsleider Mark Bright, een partnerschap dat gesmaakt werd door de fans van Sheffield Wednesday. Whittingham en de club vochten echter steeds vaker tegen de degradatie, terwijl dat in eerste instantie nog niet het geval was. 
Whittingham verliet de club in 1999 en een jaar later degradeerde men uit de Premier League. Sheffield Wednesday keerde sindsdien niet meer terug naar de hoogste klasse, maar bleef een vaste schakel in het EFL Championship oftewel de tweede hoogste divisie. Whittingham was een jaar voor de degradatie reeds vertrokken.
Whittingham keerde terug naar Portsmouth, de club waar hij zeer succesvol was tussen 1989 en 1993. Zijn derde periode bij Portsmouth, van 1999 tot 2001, was minder succesvol. Whittingham werd twee keer uitgeleend, aan Peterborough United en Oxford United. In 2001 stopte de aanvaller met voetballen bij Wycombe Wanderers. 

## Trainerscarrière
In het seizoen 2012/2013 was Whittingham actief als trainer van League One-club Portsmouth, meer bepaald vanaf november. Na het seizoen nam hij echter ontslag.

## Erelijst
Aston Villa FC
- League Cup

1994

## Trivia
- Whittinghams bijnaam "Corporal Punishment" is afgeleid van zijn dienstjaren als militair bij het Britse leger, waar hij de rang van korporaal behaalde. Whittingham trad in 1989 uit het leger toen hij 25 jaar oud was en uitkwam voor Yeovil Town.[4]